# Johanna Matz
Pour les articles homonymes, voir Matz (homonymie).
Johanna « Hannerl » Matz (née le 5 octobre 1932 à Vienne et morte le 21 avril 2025) est une actrice autrichienne.

## Biographie
À quatre ans, elle reçoit des cours de danse classique de Toni Birkmeyer. De 1940 à 1948, elle va à l'académie de musique et des arts du spectacle de Vienne puis en 1950 au Max Reinhardt Seminar. Lors de l'examen, elle est découverte par Berthold Viertel et embauchée pour le Burgtheater. Elle en est membre jusqu'à son départ en 1993.
En 1951, elle est découverte au cinéma par Ernst Marischka qui lui donne son premier rôle important. En 1953, le réalisateur Otto Preminger l'amène à Hollywood, où elle joue dans La Lune était bleue et sa version allemande. À la fin des années 1960, elle travaille aussi pour la télévision autrichienne.
Elle fut l'épouse de l'acteur Karl Hackenberg.

## Filmographie

### Actrice

#### Courts-métrages
- 2002 : Nachtschwimmen

#### Télévision
Séries télévisées
- 1969 : TV Intim : Elle-même
- 1972 : Dalli Dalli : Elle-même - Kandidatin
- 1972 : Filmgeschichte(n) aus Österreich : Elle-même
- 1991 : Wie gut, daß es Maria gibt : Priorin
- 2004 : Schloßhotel Orth : Frau Caspari

Téléfilms
- 1961 : Anatol : Annie
- 1961 : Der Schwierige
- 1961 : G'schichten aus dem Wienerwald : Marianne
- 1964 : Das Konzert : Delfine Jura
- 1964 : Minna von Barnhelm : Franziska
- 1965 : Christinas Heimreise : Christina
- 1967 : Also gut! Lassen wir uns scheiden! : Cyprienne
- 1967 : L'auberge du Cheval Blanc : Josepha Vogelhuber - Wirtin zum 'Weißen Rößl'
- 1967 : Stella : Stella
- 1969 : Die Geschichte der 1002. Nacht : Mizzi Schinagl / Gräfin Wernberg
- 1971 : Der Prokurator oder Die Liebe der schönen Bianca : Bianca
- 1971 : Eine unwürdige Existenz : Irene Albin
- 1972 : Amouren : Liz Essendine
- 1976 : Kabale und Liebe

### Parolière

#### Cinéma
- 1952 : L'histoire pasionnante d' une star
- 1964 : Die ganze Welt ist himmelblau